# بهار اومده
Spring Has Come (ژاپنی: 春が来た هپبورن: Harugakita)
یک مجموعه تلویزیونی ژاپنی در سال ۲۰۱۸ با بازی کای و کانا کوراشینا است. این مجموعه بر پایه رمانی با همین نام به نویسندگی کونیکو موکودا است. این مجموعه از ۱۳ ژانویه ۲۰۱۸، شنبه‌ها ساعت ۱۰:۰۰ (جی‌اس‌تی) از WOWOW پخش شد.

## بازیگران

### اصلی
- کای در نقش لی جی وون[۶][۷]
- کانا کوراشینا در نقش کیشیکاوا نائوکو[۸]

## فهرست قسمت‌ها
قسمت اول چهار بار به صورت رایگان برای بینندگان پخش شد.
| قسمت # | تاریخ          |
| ------ | -------------- |
| ۱      | ۱۳ ژانویه ۲۰۱۸ |
| ۲      | ۲۰ ژانویه ۲۰۱۸ |
| ۳      | ۲۷ ژانویه ۲۰۱۸ |
| ۴      | ۳ فوریه ۲۰۱۸   |
| ۵      | ۱۰ فوریه ۲۰۱۸  |